# Me (CLC)
Me (stilizzato in "ME (美)") è un singolo del gruppo femminile sudcoreano CLC, pubblicato il 29 maggio 2019.

## Pubblicazione
Il 22 maggio 2019 viene annunciato che le CLC sarebbero ritornate con una nuova canzone dopo quattro mesi dall'ultima pubblicazione. Un'anteprima della canzone è stata mostrata in una performance del loro 2019 Dream Concert, che hanno tenuto il 18 maggio.
La canzone è stata pubblicata come singolo digitale il 29 maggio 2019, tramite diverse piattaforme musicali, come Melon ed iTunes.
Il singolo ha debuttato all'ottava posizione nella classifica di Gaon Social Chart.

## Composizione e accoglienza
La canzone è stata scritta e composta da MosPick e da Yeeun, membro stesso delle CLC, che ha contribuito a comporre una parte del testo. Billboard ha descritto la canzone come una "propulsiva ed elettronica traccia dance, che costruisce melodie dolci ispirate al reggae per poi condurre in dinamiche trap e in un coro pieno di corni a tutto volume, ritornelli cantilenanti e sintetizzatori bizzarri". Aggiunge anche che "con le variazioni tonali, in totale, <Me> mette in mostra l'ampia gamma del carisma delle CLC, evidenziandone il tono e lo stile di ogni membro mentre cantano della propria bellezza ed autostima".
Il titolo, "Me (美)", fa uso del carattere cinese come un doppio significato. Infatti la traduzione significa "bella", ed è pronunziata proprio come la parola inglese.

## Successo commerciale
La canzone ha raggiunto la posizione massima del numero 5 sulla classifica US World Digital Songs, vendendo oltre 1,000 copie sette mesi dopo la pubblicazione, rendendola la seconda canzone k-pop più venduta in quella settimana negli Stati Uniti (solo dopo "Black Swan" dei BTS). Ciò è stato causato dalla ritardata aggiunta della canzone fino a febbraio 2020 nelle piattaforme musicali statunitensi, dato che la canzone era disponibile solamente nei servizi di streaming.

## Video musicale
Contemporaneamente alla canzone, un video musicale è stato pubblicato il 29 maggio.
Il video mostra la ferocia della coreografia, adornata da abiti in stile militare, mentre ogni componente si esibisce audacemente. Un'altra scena vede i membri del gruppo esibirsi individualmente indossando dei tradizionali hanbok coreani.